# Boulogne (Vendée)
Boulogne korábbi község Franciaország Loire mente régiójában, Vendée megyében. 2016. január 1-jén három másik korábbi községgel egyesült és az így létrejött Essarts-en-Bocage új község része lett.
Lakosainak száma 972 fő (2018. január 1.). Boulogne Chauché, Dompierre-sur-Yon, Essarts-en-Bocage, La Merlatière és Les Essarts községekkel határos.

## Népesség
A település népességének változása:
| Lakosok száma | 496  | 446  | 424  | 437  | 523  | 681  | 818  | 859  | 960  | 972  |
|               | 1962 | 1968 | 1975 | 1982 | 1990 | 2008 | 2013 | 2015 | 2017 | 2018 |